# The Golden Hum
'The Golden Hum' es el tercer y último álbum de estudio de la banda estadounidense Remy Zero, lanzado en 2001, producido para Elektra Records. El álbum se hizo popular por la canción "Save Me", que apareció como tema principal del programa de televisión Smallville en The WB y El CW. La canción "Perfect Memory" apareció en otros dos episodios del programa (en las temporadas 1 y 4). "Perfect Memory" también se utilizó en la película The Invisible.

## Listado de canciones
1. "The Golden Hum" [2:42]
2. "Glorious #1" [3:20]
3. "Out/In" [3:18]
4. "Bitter" [3:55]
5. "Perfect Memory" [4:29]
6. "Save Me" [4:44]
7. "Belong" [3:50]
8. "Over the Rails & Hollywood High" [3:44]
9. "Smile" [4:08]
10. "I'm Not Afraid" [2:58]
11. "Impossibility" [0:00 - 3:01]

Hidden Track: "Sub Balloon" [6:35 - 13:38]

## Créditos
- Coros - El coro antinatural y sus mascotas
- Ingeniero [Asistente] - Chris Steffen, Richard Ash
- Ingeniero [Cole Stages] - Sr. Colson
- Ingeniero [Digital]: Jason Lader , Joe Zook, Lars Fox y el Sr. Colson
- Ingeniero [Director de Ingeniería] - Jack Joseph Puig
- Ingeniero [Grabación de Ocean Way] - Joe Zook
- Masterizado por: Bob Ludwig
- Mezclado por: Jack Joseph Puig
- Intérpretes: Cedric LeMoyne, Cinjun Tate, Gregory Slay, Jeffrey Cain, Shelby Tate
- Intérpretes [Músicos adicionales]: Jason Lader , Lenny Castro, Leslie Van Trease, Paul Cantelon, Tim Pierce
- Productor: Jack Joseph Puig